# Simon Koene
Simon Jacobus Maria Joseph Koene (Poeldijk/Den Haag, 30 maart 1946) is een Nederlandse beeldend kunstenaar. Hij is graficus (etser), tekenaar, schilder en publicist, en behoort tot de belangrijkste Nederlandse grafici van de twintigste eeuw.
Zijn werk heeft in hoofdzaak een literair karakter en bleef gedurende zijn gehele loopbaan experimenteel. Zijn belangrijkste werken zijn misschien wel: Dear Plato (1970), Groot Hollands landschap (1979), Die Goldene Zeit (1988) en een portretje van zijn grootmoeder dat hij op 23-jarige leeftijd maakte. 

## Levensloop
Koene kwam uit een groot katholiek gezin van elf kinderen, waar tekenen de normaalste zaak van de wereld was. Hij groeide op in Poeldijk in het Westland (Nederlandse streek) en ging op de lagere school in Den Haag, waar hij op zijn zesde jaar al zijn eerste tekenwedstrijd won. Na zijn lagere schooltijd volgde hij een gymnasiumopleiding op het kleinseminarie in Soesterberg en Deurne, alwaar hij ook zijn diploma haalde.
Vervolgens koos hij in 1966 voor de tekenopleiding (MO-A en B) aan de Koninklijke Academie van Beeldende Kunsten in Den Haag, waar hij al direct opviel door zijn uitzonderlijke talenten, reden waarom hij al spoedig na zijn afstuderen een uitnodiging kreeg daar te komen lesgeven. Aan het begin van het tweede studiejaar maakte hij zijn eerste etsen, waarbij hij zich liet inspireren door het dagelijks leven en de grote wereldgebeurtenissen van zijn tijd. Zowel technisch als inhoudelijk heeft hij een bijzondere ontwikkeling doorgemaakt. Zo heeft hij veel nieuwe en tot op dat moment niet bestaande technieken aan het vak toegevoegd. Omdat het vak etsen pas in de latere jaren aan de academie werd gegeven, kan hij in zekere zin als autodidact worden beschouwd. Om met zijn eigen woorden te spreken: 'Ik heb het vak eigenlijk nooit hoeven leren'. Wat dat betreft kan hij als een natuurtalent worden beschouwd.

## Leraarschap
Na zijn afstuderen in 1971 vestigde Koene zich als leraar en beeldend kunstenaar in Amersfoort en vanaf 1980 in Den Haag. Vanaf 1971 tot aan zijn pensioen in 2011 was hij werkzaam als leraar in het middelbaar onderwijs. Vanaf 1979 was hij bovendien als docent verbonden aan de Koninklijke Academie van Beeldende Kunsten in Den Haag voor de vakken tekenen (stilleven, model en illustratie) en grafiek (etsen) aan de afdeling Tekenen/Schilderen en voor de vakken ontwerpmethodiek en presentatie aan de afdeling Binnenhuisarchitectuur en Architectonische Vormgeving, waarvoor hij een geheel nieuwe ontwerp-methodiek heeft ontworpen. In 2011 ging hij na veertig jaar lesgeven met pensioen.

## Bestuursfuncties
Koene heeft meerdere bestuursfuncties bekleed. Begin jaren '80 was hij bestuurslid van de 1e Nederlandse Montessorischool in Den Haag, waar hij een grote verbouwing heeft geleid, die later door de gemeente als voorbeeld werd gesteld voor andere scholen. Tussen 1971 en 2004 was hij de oprichter en drijvende kracht achter de projecten van De Haagse Etsclub. In 1973 werd hij lid van het Schilderkundig Genootschap Pulchri Studio in Den Haag, nadat hij twee jaar eerder al uitgenodigd was deel te nemen aan een ledententoonstelling. Van 1989 tot 2012 was hij voorzitter van het Klinkenbergfonds ter ondersteuning van jonge kunstenaars. Van 2000 tot 2006 was hij lid van het bestuur van Pulchri Studio en voorzitter van de Tentoonstellingscommissie, in welke periode hij de verjonging van het ledenbestand heeft aangejaagd en vanuit zijn functie als voorzitter van het Klinkenbergfonds de Klinkenberg-galerie financieel mogelijk heeft gemaakt. Vanaf 2009 tot 2023 was hij voorzitter van de VvE Acropolis in Den Haag. Van 2012 tot 2022 was hij lid van de Sociëteit voor Culturele Samenwerking, waarvoor hij samen met zijn echtgenote een boekje over Berlage schreef en meerdere spreekbeurten heeft gehouden.  
Simon Koene werd meerdere keren gevraagd voor het voorzitterschap van het Schilderkundig Genootschap Pulchri Studio, maar heeft dat wegens te drukke werkzaamheden evenzoveel keren geweigerd.

## Publicaties
Vanaf begin jaren '80 is Koene begonnen te publiceren over grafiek en kunst en cultuur in het algemeen. Hij publiceerde voornamelijk in Pulchri, het blad van de kunstenaarsvereniging Pulchri Studio in Den Haag. In 1990 verscheen Simon Koene Etsen, een kleine oeuvrecatalogus met een beschouwende tekst van Dolf Welling. In 1992 schreef hij het concept van De Tekenles, een verslag van zijn tekenlessen aan de Koninklijke Academie en impliciet een verhandeling over het Renaissancistisch tekenen met de daarbij behorende kunsttheorieën, dat voor een deel in de jaren 1997 tot 2000 in het Maandblad voor Tekenonderwijs werd gepubliceerd en in het jaar 2023 in boekvorm zou verschijnen. In 2008 schreef hij zijn Oeuvrecatalogus met de beschrijving van al zijn etsen. In 2012 schreef hij Groeipijn, de geschiedenis van zijn jeugd, dat in 2021 definitief werd uitgegeven. In 2023 publiceerde hij De Tekenles, waarin een beschrijving van zijn tekenlessen aan de Koninklijke Academie, een verhandeling over kunsttheorie en kunstwaardering door de eeuwen heen en de geschiedenis van de Haagse academie, waarvoor hij in feite in 1992 al de basis had gelegd.

## Werk
Koenes grafische oeuvre, dat meer dan 300 etsen omvat en in zijn eigen woorden het karakter van een visueel dagboek draagt, kenmerkt zich door een grote diversiteit in stijl en onderwerpskeuze. In zijn vroegste werken verwerkte Koene gegevens die hij in zijn naaste omgeving en op het St.-Willibrord Gymnasium had opgedaan. Hij groeide op in een groot gezin, ontving sterke indrukken van de literatuur en onderging de sfeer van de opstandige en idealistische jaren zestig. In zijn meer kritische werk reflecteerde hij op de destijds actuele gebeurtenissen, zoals de oorlog in Vietnam, de consumptiemaatschappij en de songteksten van de Beatles.
Belangrijke prenten uit deze periode zijn 'Oma Balm' (de grootmoeder van de kunstenaar), 'Kinderkamer/Beer' en 'Kinderfeest'.
'What is happening all the time', 'Plastic Man' en 'Machine' zijn hedendaagse Goyeske aanklachten tegen postkoloniaal geweld en de vernedering van de tot een nummer gereduceerde mens.

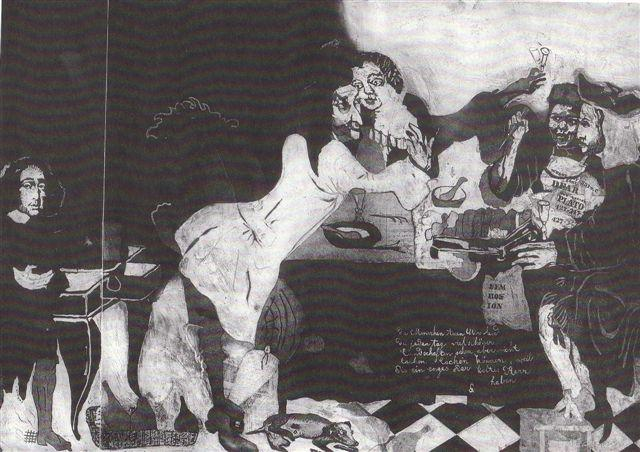
Simon Koene, Dear Plato, 1970 (ets)

Literaire belevenissen uit zijn gymnasiumjaren kwamen in 1970 terug in prenten als 'Dear Plato', 'Grüsz Gott Albrecht' en 'Jean Baptiste Pocquelin'.
In dezelfde periode maakte hij onder meer een indrukwekkende reeks prenten waarin de abdijkerk van Loosduinen centraal staat, met als belangrijkste werk 'Groot Hollands landschap', waarin zijn Westlandse herinneringen en grafische oplossingen tot een apotheose werden gebracht.
Na deze ‘Hollandse periode’ koos Koene het exotische landschap als zijn voornaamste onderwerp.

## De Haagse Etsclub
In 1972 nam Koene het initiatief tot het maken van het boekje 'Schelpen' in samenwerking met Dirk van Gelder, Willem Minderman, Co Westerik, Hermanus Berserik, Charles Donker en anderen.
Deze uitgave leidde in 1984 onder zijn leiding tot de oprichting van De Haagse Etsclub met uitgaven als 'Onkruid' (1976), 'Buiten' (1984) en vele andere edities tot aan het jaar 2004.

## Stichting De Roos
Begin jaren tachtig volgde een intermezzo waarin Koene onder meer illustraties begon te maken voor verschillende bibliofiele uitgaven voor de Stichting De Roos. In 1982 maakte hij etsen voor een bibliofiele uitgave van De bruine vriend van Simon Vestdijk, in 1987 etsen bij The bridge of San Luis Rey, de vermaarde bestseller van Thornton Wilder uit 1929, en in 1995 Muzikale Beelden in samenwerking met Willem Wilmink met illustraties en gedichten bij De Schilderijententoonstelling en De Kinderkamer van Modest Moessorgski en Het Carnaval der Dieren van Camille Saint-Saëns. 

## Mediterrane sferen
Vanaf 1983 blijkt Koene geleidelijk afstand te hebben genomen van wat hij zijn Hollandse periode noemt. Reizende in zijn atelier roept hij in de jaren daarna een lichte, mediterrane wereld op, een Griekenland en een Egypte van eigen vinding. In het werkelijke Griekenland heeft hij sindsdien het gedroomde land van zijn prenten herkend, en wie in Egypte is geweest kan de plekken noemen die hij in beeld heeft gebracht. Intussen waren de 'zinderende' prenten deel van zijn oeuvre gaan vormen. Kenmerkend voor deze periode zijn de vele etsen van kamelen en Oosterse taferelen, die toch voor het merendeel ontstaan zijn in het atelier. In de jaren daarna keerde de onrust terug in zijn 'Wildlife'-prenten, die door de collage-achtige opbouw duidelijke overeenkomsten vertonen met zijn vroegste werk.

## Formaten
De formaten van zijn etsen variëren van heel klein tot zeer groot. Koene heeft zelfs etsjes gemaakt die niet groter zijn dan een postzegel van een ontwikkelingsland. Zijn grootste etsen (papierformaat 150 x 200 cm) zijn Egypte, Ram en Lastdragende figuren, beiden uit 1986. Iedere prent is behalve een 'verhaal' mede de uitwerking van een grafisch concept, dat in alle gevallen met het verhaal is versmolten. De thematiek kon variëren en het onderwerp was in wezen bijzaak.
Eind jaren tachtig maakte Koene nog een aantal bijna abstracte werken, maar zijn grote inspirator is toch dikwijls Rembrandt geweest.

## Rembrandt
In de reeks 'Met het oog op Rembrandt' ging Koene in 1998 een serieuze dialoog met het werk van Rembrandt aan. In zeventien studies naar de etsen van Rembrandt heeft Koene zich daadwerkelijk in de voetsporen van zijn grote voorganger begeven. Deze serie, met als laatste prent 'De terugkeer van de verloren zoon', vormde de afsluiting van een oeuvre van 296 etsen. Na deze studies besloot Koene geen etsen meer te maken. Dat was voor het Rijksmuseum Amsterdam reden om zijn gehele grafisch oeuvre in haar collectie op te nemen. De serie werd in het kader van het Rembrandtjaar in 2019 in Huygens' Hofwijck tentoongesteld.

## De Toverberg
Toch volgden er nog twee allerlaatste prenten: 'De Toverberg' en 'De Tuinen van Schönbrunn'. 'De Toverberg', een vergeten sprookjesachtige ets (van een bergstadje met een rat en een uil) was in 1997 al getekend, maar werd door de kunstenaar in 2008 pas weer herontdekt, geëtst, afgedrukt en uitgegeven.
Hoewel de prent qua uitdrukking aansluit bij de Rembrandtserie, is hij qua thematiek een voortzetting van zijn eerder gemaakte Leonardo-prenten.
'De Tuinen van Schönbrunn' werd door de kunstenaar gemaakt voor de editie 'Tuinen', de laatste uitgave van De Haagse Etsclub uit 2004.

## Vernieuwend
Koene was in een aantal opzichten vernieuwend. Enerzijds zag hij zijn werk als één samenhangend geheel en al zijn etsen als onderdeel daarvan, terwijl ze stuk voor stuk een artistieke neerslag van zijn persoonlijk leven vormden. Anderzijds maakte hij kleuretsen op een manier zoals niet eerder in de grafiekgeschiedenis was gedaan. Veel van zijn Grieks-Egyptische etsen bestaan uit vier of meer platen, waardoor ze over elkaar gedrukt a.h.w. kleine schilderijtjes vormen. Bovendien vond hij talrijke nieuwe technieken uit.

## Prijzen
Simon Koene heeft voor zijn werk meerdere prijzen ontvangen, waaronder in 1969 de Jacob Maris Aanmoedigingsprijs voor Grafiek, in 1974 de Karel Klinkenbergprijs voor Grafiek en Tekenkunst en in 1981 de Jacob Hartogprijs voor zijn ets Dear Plato.

## Rijksmuseum
In het jaar 2001 werd zijn gehele grafisch werk, dat uit ruim 300 prenten bestaat, in de collectie van het Rijksmuseum opgenomen. Enkele jaren later, in 2013, werd een selectie van zijn tekeningen aan die collectie toegevoegd. 

## Schilderijen, tekeningen en penningen
Behalve zijn 296 geregistreerde etsen, die zich allen (en soms in duplo) in het Rijksmuseum bevinden, maakte Koene de volgende geregistreerde werken: 158 schilderijen, 298 (geregistreerde) tekeningen, waarvan er zich 42 in het Rijksmuseum bevinden, en 45 penningen, waarvan er 15 in brons en een enkeling in zilver is gegoten.

## Simon Koene. Een grafisch oeuvre (2015)
Ter gelegenheid van de tentoonstelling van de etsen van Koene in 2015 in het Kunstmuseum Den Haag, verscheen onder de titel Simon Koene. Een grafisch oeuvre een uitgebreide monografie, geschreven door prof. Eddy de Jongh (kunsthistoricus) en Susan Adam (conservator Gemeentemuseum Den Haag) onder de redactie van Bob van den Boogert (kunsthistoricus en oud-conservator van het Rembrandthuis). Het boek is een uitgave van de Hercules Segers Stichting in samenwerking met Uitgeverij De Weideblik en het Kunstmuseum Den Haag. 

## Groeipijn. De geschiedenis van mijn jeugd (2021)
Het boekje Groeipijn uit 2021 is geschreven vanuit zijn katholieke achtergrond. De vorm is een autobiografie. Daarin haalt de schrijver herinneringen op aan zijn jeugd en zijn tijd op het seminarie. In het eerste deel beschrijft hij zijn kleutertijd met zijn eerste spijbelmiddag, de lagere school met een vernederende schrijfles, de eenzaamheid en de jongensliefde op het seminarie en zijn plannen om naar de kunstacademie te gaan. In het tweede deel vertelt hij aan de hand van zijn etsen hoe die ervaringen hun uitwerking op zijn werk hebben gehad.
In Groeipijn wordt zijn werk in twee perioden onderverdeeld. In zijn ‘Hollandse’ periode, van 1968 tot 1982, hebben zijn prenten een directe relatie met zijn jeugd en de gebeurtenissen en omgeving waarin hij is opgegroeid. In de ‘Oosterse’ periode, van 1982 tot 1998, krijgen zijn prenten een meer poëtisch en verhalend karakter, terwijl een aantal prenten louter om de ets zijn ontstaan. Na een twintigtal studies naar de etsen van Rembrandt is de kunstenaar in 1998 definitief met het maken van etsen gestopt. In Groeipijn wordt het gehele artistieke proces daarvan beschreven.
'Groeipijn' is gebaseerd op en een bewerking van zijn oeuvrecatalogus uit 2008/2009. De bron-tekst en het manuscript bevinden zich in de bibliotheek van het Rijksmuseum in Amsterdam.  Groeipijn. De geschiedenis van mijn jeugd is in maart 2021 uitgegeven ter gelegenheid van zijn 75e verjaardag. 

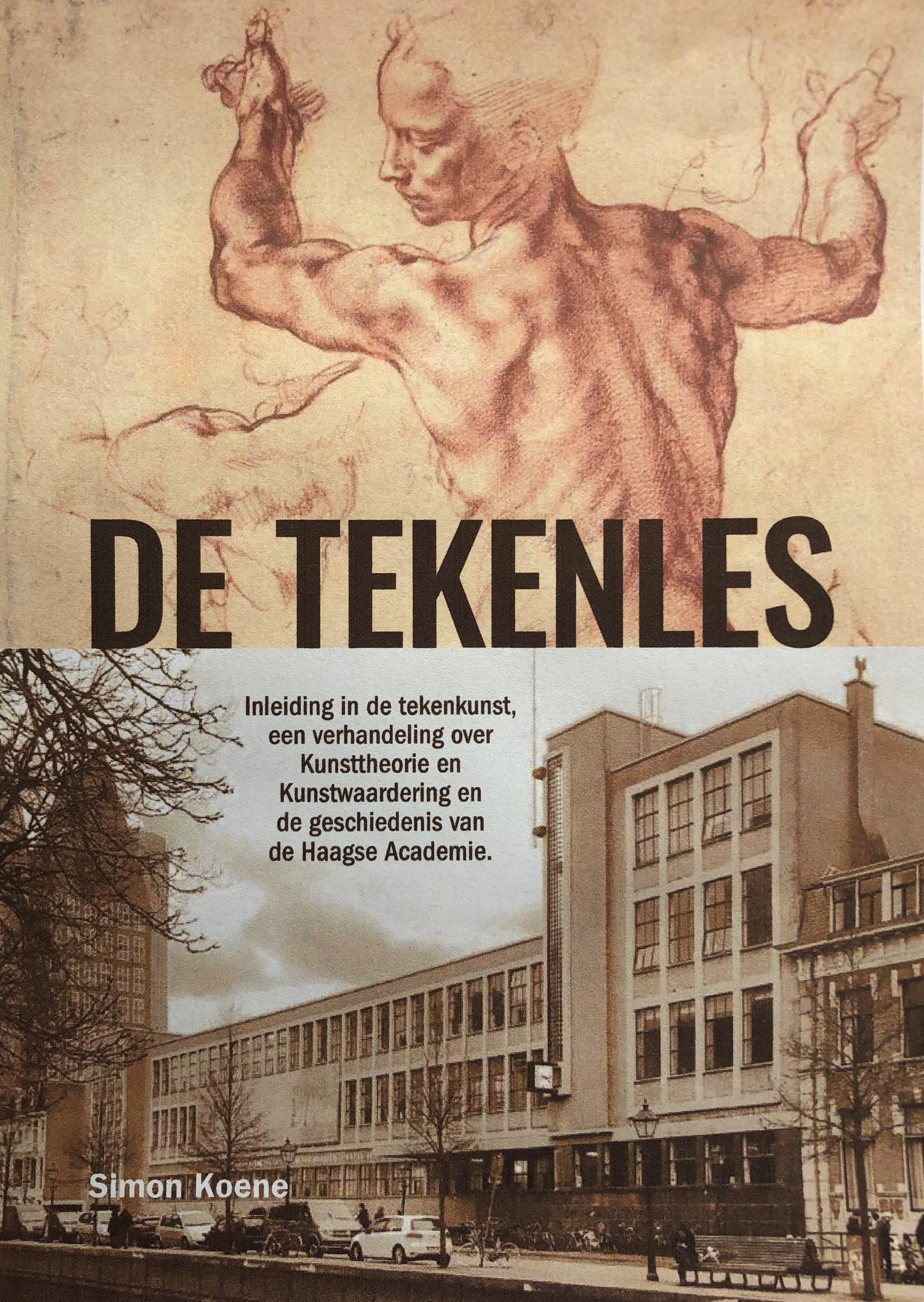
Simon Koene, omslag van De Tekenles uit 2023.

## De Tekenles (2023)
Ondertitel: Inleiding in de Tekenkunst, een verhandeling over kunsttheorie en kunstwaardering en de geschiedenis van de Haagse Academie.
In 2023 publiceerde Koene 'De Tekenles', waarvan het concept op verzoek van zijn studenten al in 1991 was geschreven. Het boek bestaat uit drie delen. 
Deel 1 is een kennismaking met de ‘Regels van de kunst’ waarin het gehele wordingsproces van de tekening aan de orde komt om inzicht te geven in al hetgeen er in het hoofd van een tekenaar omgaat en welke wetten en motieven er aan een tekening ten grondslag liggen.
Deel 2 is een verhandeling over de Kunsttheorie en Kunstwaardering door de eeuwen heen, waarin beschreven wordt hoe de kunsttheorie in de loop der tijd aan verandering onderhevig was en de ‘Regels van de Kunst’ als wapen werden gebruikt om tegenstanders mee te lijf te gaan.
Deel 3 beschrijft de geschiedenis van de Haagse Academie vanaf zijn oorsprong in 1682 tot en met zijn 325 jarig bestaan in 2007. Daarin wordt beschreven hoezeer het kunstonderwijs in de loop der eeuwen aan verandering onderhevig was. 

## Werk in openbare collecties (selectie)
- Rijksmuseum Amsterdam
- Kunstmuseum Den Haag
- Museum Meermanno Den Haag
- Ministerie van de Vlaamse Gemeenschap (België)
- Koninklijk Museum voor Schone Kunsten Antwerpen
- Fondation Custodia in Parijs

## Tentoonstellingen (selectie)
1970 tot 2000
- 1974 - Galerie Fenna de Vries, Rotterdam, Debuuttentoonstelling met etsen.[3][4][5]
- 1976 - Gemeentemuseum Den Haag, Onkruid, met etsen van Simon Koene, Dirk van Gelder, Willem Minderman, Han van Hagen en Fred Couprie.[6]
- 1976 - Gemeentemuseum Arnhem, Onkruid, met etsen van Simon Koene, Dirk van Gelder, Willem Minderman, Han van Hagen en Fred Couprie.
- 1978 - Institut Néerlandais, Parijs, Herbes Folles, met etsen van Simon Koene, Dirk van Gelder, Willem Minderman, Han van Hagen en Fred Couprie.
- 1978 - Stedelijk Museum Schiedam, Grafiekmanifestatie 1978.
- 1981 - Institut Néerlandais, Parijs, Simon Koene, Han van Hagen (etsen) en Hans van der Meer (fotografie).
- 1982 - De Zonnehof, Amersfoort, Onkruid, met etsen van Simon Koene, Dirk van Gelder, Willem Minderman, Han van Hagen en Fred Couprie.
- 1984-1998 - Singer Museum, Laren, Grafiek Nu 1 t/m 8.
- 1984 - Singer Museum, Laren, Simon Koene, etsen (solo).
- 1985 - Gemeentemuseum Den Haag, Buiten, een project van De Haagse Etsclub (1984), met etsen van de Haagsche Etsclub (1848) en De Nederlandsche Etsclub (ca. 1890).
- 1987 - Institut Néerlandais, Parijs, Graveurs d'aujourdhui.
- 1988 - Drents Museum, Assen, Etsen van De Haagse Etsclub (1984), De Haagsche Etsclub (1848) en De Nederlandsche Etsclub (ca. 1890).
- 1998 - Pulchri Studio, Met het oog op Rembrandt, tentoonstelling met vroege etsen en studies naar de etsen van Rembrandt.

Na het jaar 2000
- 2002 - Huygensmuseum Hofwijck, Voorburg, De Haagse Etsclub.
- 2002 - Museum De Buitenplaats, Eelde, De Haagse Etsclub 1984.
- 2004 - Museum De Buitenplaats, Eelde, De Haagse Etsclub, de uitgave Tuinen.
- 2005 - Voerman Museum Hattem, Etsen van De Haagse Etsclub (1984), De Haagsche Etsclub (1848) en De Nederlandsche Etsclub (ca. 1890).
- 2006 - Museum Maassluis, Simon Koene. In de huid van Rembrandt.
- 2006 - Museum Meermanno, Den Haag, Bibliofiele uitgaven voor de Stichting De Roos.
- 2008 - Bonnefantenmuseum, Maastricht, Kunst op papier, aanwinsten van het Rijksmuseum (1996-2008).
- 2011 - Museum De Buitenplaats, Eelde,  Eelder Eden.
- 2012 - Museum Boymans Van Beuningen, Rotterdam, Verwante Verzamelingen, uit de verzameling van Jan en Wietse van den Noort.
- 2014 - Pulchri Studio, Simon Koene. Schilderijen, tekeningen en etsen.
- 2015 - Gemeentemuseum Den Haag, Simon Koene. Een grafisch oeuvre (solo).
- 2016 - Pulchri Studio, Simon Koene. Etsen en schilderijen (solo).
- 2016 - Museum Het Rembrandthuis, In de ban van Hercules Segers. Rembrandt en de Modernen.
- 2017 - Pulchri Studio, Oude meesters, tentoonstelling van leden die langer dan 40 jaar lid zijn van Pulchri.
- 2019 - Huygensmuseum Hofwijck, Met het oog op Rembrandt. Zeventien studies naar de etsen van Rembrandt.
- 2025 - Pulchri Studio, Simon Koene. Een etser die weer ging tekenen en schilderen. Etsen, tekeningen en schilderijen (solo).

## Publicaties
Artikelen in Maandblad voor de beeldende vakken
- Over het onderwijs in het tekenen (7 delen). Maandblad voor de beeldende vakken (1997-1999).
- Italië in de Renaissance, een verrukkelijke polemiek. Maandblad voor de beeldende vakken (1997/2).
- Rembrandt, pictor vulgaris en het Classicisme. Maandblad voor de beeldende vakken (1997/3).
- De Hollandse Schilderkunst in de zeventiende eeuw en het Classicisme. Maandblad voor de beeldende vakken (1997/6).
- Rembrandts etskunst. Maandblad voor de beeldende vakken (1998/1).
- De regels van het Classicisme. Maandblad voor de beeldende vakken (1998/4).
- Een veranderde kunstopvatting. Maandblad voor de beeldende vakken (1999/1).
- De twintigste eeuw, kunst uit balans. Maandblad voor de beeldende vakken (1999/3).
- Over etsen en andere zaken (4 delen). Maandblad voor de beeldende vakken (1999-2000).
- Met de angel van een wesp, over de geschiedenis van de etskunst (4 delen). Maandblad voor de beeldende vakken (1999-2000).

Artikelen in Pulchri
- De Haagse Etsclub, Buiten. Pulchri (1984/5).
- Brief van de Cycladen. Pulchri (1990/2), Petit Parade (1990).
- Rembrandts etsen. Pulchri (1994/5).
- De motieven van de kunstenaar. Pulchri (1995/1).
- Johannes Vermeer van Delft. Pulchri (1996/1).
- De Haagse Etsclub, de ontdekking van de wereld. Pulchri (1996/5).
- Met het oog op Rembrandt van Rijn. Pulchri (1998/4).
- De beroepspraktijk van de graficus. Vereniging voor Originele Grafiek (1999), Pulchri (2000/1).
- Rembrandt en Caravaggio, twee ‘vulgaire schilders’ in Amsterdam. Pulchri (2006/2).
- Wintertjes. Pulchri (2006/4).
- Een lachende Rembrandt op koper. Pulchri (2007/5).
- Kamelen en Vedute. Pulchri (2008/4).
- Hoe vrij is de Beeldende Kunst?. Pulchri (2008/5).
- Het Gesprek (1). Een serie gesprekken met beeldende kunstenaars (doorlopende reeks). Pulchri (2008/4).
- Met de angel van een wesp (3 delen). Pulchri (2009/1, 2009/2, 2009/4).
- Het Gesprek (2). Pulchri (2009/5).
- Ach, we doen het voor het geld!. Pulchri (2010/1).
- Het Gesprek (3). Pulchri (2010/4).
- Lascaux, Openbaar Kunstbezit (1), (doorlopende reeks kunstbeschouwingen vanaf medio 2010). Pulchri (2010/4).
- Fotografie als kunst, een discussie, Pulchri (2010/5).
- Met uitzicht op de Koekamp. Over de geschiedenis van de academie en het einde van het renaissancistische model (3 delen). Pulchri (2011/2, 2011/3, 2011/4).
- Léon Lhermitte: La paye des moissonneurs. Openbaar Kunstbezit (5), Pulchri (2011/3).
- Het Gesprek (4). Pulchri (2011/5).
- Franz von Lenbach: Hirtenknabe. Openbaar Kunstbezit (7), Pulchri (2011/5).
- Een stuckie stilleggend goet, Pulchri (2011/5).
- Aan Lievens ontleend, een andere kijk op Rembrandt (2 delen). Pulchri (2012/1, 2012/2).
- Talent overbodig, het failliet van de negentiende-eeuwse schilderkunst (3 delen). Pulchri (2012/3, 2012/4, 2012/5).
- Viktor Paul Mohn (1842-1911): Die Sterntaler. Openbaar Kunstbezit (12), Pulchri (2012/5).
- Met de angel van een wesp (nieuwe versie). Pulchri/Den Haag Centraal Grafiekkrant (december 2012).
- Albrecht Dürer: Das Veilchen. Openbaar Kunstbezit (13), Pulchri (2013/1).
- Beeldvorming rond Van Gogh en Rembrandt. Pulchri (2013/1).
- De twintigste eeuw: De Nieuwe Mens. Pulchri (2013/2).
- De hand van Goltzius (1588). Openbaar Kunstbezit (15), Pulchri (2013/3).
- En ziet: hun armen veranderden in vleugels, 'Peter Vos, Metamorfosen' in het Rembrandthuis. Pulchri (2013/3).
- Het Gesprek (5). Pulchri (2013/4).
- Escher & Schatten uit de Islam. Pulchri (2013/4).
- Die Dresdner Frauenkirche, een Barokkerk van amper 10 jaar oud. Openbaar Kunstbezit (16), Pulchri (2013/4).
- Etser die weer ging tekenen en schilderen. Pulchri (2014/2).
- Johan Antoni de Jonge (1864-1927), aquarellen en tekeningen uit de verzameling Klomp. Pulchri (2014/2).
- Krassen op papier (1). Over geschoold en ongeschoold tekenen en drie criteria in de kunst, Pulchri (2014/3).
- Arend Odé: Buste van Constantijn Huygens (1897). Openbaar Kunstbezit (20), Pulchri (2014/3).
- Krassen op papier (2). Over illustrators van de negentiende en twintigste eeuw. Pulchri (2014/4).
- De Nachtwacht: een aanslag of een uit de hand gelopen grap. Openbaar Kunstbezit (21), Pulchri (2014/4).
- Het Tweede Gebod. Over 'fout in de oorlog' en abstracte kunst. Pulchri (2015/1).
- Ontlenen. Pulchri (2015/2).
- Zaha Hadid (1950) en Huang Yong Ping (1954). Openbaar Kunstbezit (25), Pulchri (2015/4).
- Een 'flits' van inzicht. Het creatieve proces. Pulchri (2015/4).
- Kunstbeleid in de twintigste eeuw. Pulchri (2016/1).
- Hendrik Wiegersma, een arts die schilder werd. Openbaar Kunstbezit (26), Pulchri (2016/1).
- Een verloren gewaande Rembrandt, Pulchri (2016/2).
- Warmte getekend. Over Pieter Lastman in Italië. Openbaar Kunstbezit (28), Pulchri (2016/3).
- Hy drukte ook Schildery. Over het werk en de techniek van Hercules Segers. Pulchri (2016/4).
- De Wolgaslepers (1873). Openbaar Kunstbezit (30), Pulchri (2017/1).
- Kenwood House. Openbaar Kunstbezit (31), Pulchri (2017/2).
- Onbegrijpelijk, maar heel modern. Verslag van een bezoek aan de eindexamententoonstelling van de Koninklijke Academie in Den Haag. Pulchri (2017/3).
- Maarten van Heemskerck (Heemskerk 1498-Haarlem 1574). Openbaar Kunstbezit (33), Pulchri (2017/4).
- Sint-Petersburg (Санкт-Петербург). Openbaar Kunstbezit (34), Pulchri (2018/1).
- Armoede als schilderachtigheid. Openbaar Kunstbezit (35), Pulchri (2018/2).
- Colmar. Openbaar Kunstbezit (36), Pulchri (2018/3).
- Dirk van Gelder (1907-1990). Openbaar Kunstbezit (37), Pulchri (2018/4).
- Abraham Bloemaert (1566-1651), een leermeester uit Utrecht. Openbaar Kunstbezit (38), Pulchri (2019/1).
- Frank Lloyd Wright (1867-1959) en Mondriaan (1872-1944). Openbaar Kunstbezit (39), Pulchri (2019/2).
- Kunstkritiek in de zeventiende eeuw. Pulchri (2019/3).
- De ontvoering van Ganymedes, Rembrandt (1635). Openbaar Kunstbezit (40), Pulchri (2019/3).
- In memoriam Willy Rieser (18 februari 1927 - 15 januari 2020), Pulchri (2020/1).
- De Regels van de Kunst (Het Classicisme), Pulchri (2020/1).
- Tekenen op de dijk, Openbaar Kunstbezit (42), Pulchri (2020/1). Over Rembrandt en Lievens. Uit: Een vertelling voor kinderen.
- De Russische Revolutie en de Avant-Gardisten. Boekbespreking De Avant-Gardisten van Sjeng Scheijen (uitgeverij Prometheus). Pulchri jaargang 48, nummer 2, augustus 2020.
- Het winkeltje van Pekstok, Openbaar Kunstbezit (44), Pulchri decembernummer 2020. Over Jan Lievens. Uit: Een vertelling voor kinderen.
- Scholing als voorwaarde voor kwaliteit, Pulchri (2021/1). Over de geschiedenis van de Academie.
- Tijdelijk sneeuw, Openbaar Kunstbezit (47), Pulchri augustus 2021. Over de anatomische les van Dr. Nicolaes Tulp. Uit: Een vertelling voor kinderen.
- Hoog en onverwacht bezoek, Openbaar Kunstbezit (48), Pulchri december 2021. Over Constantijn Huygens, Rembrandt en Lievens. Uit: Een vertelling voor kinderen.
- Uit de krant van vandaag, met een crisistentoonstelling in Pulchri, een pas ontdekte graficus, een reuze-viool uit Breslau en de opkomst van Hitler, Pulchri, maart 2022.
- Een portretje van Lysbeth, Openbaar Kunstbezit (50), Pulchri (2022/2). Uit: Een vertelling voor kinderen.
- Saskia, Openbaar Kunstbezit (51), Pulchri (2022/3). Uit: Een vertelling voor kinderen.
- De kunstacademie: van ambachtsschool en school voor hoger onderwijs naar universiteit, Pulchri (2022/3).
- Het vermaerde Melkmeysje, Openbaar Kunstbezit (52), Pulchri (2022/4).
- Over het nut van wandelen, Rembrandts wandelingen rondom Amsterdam. Pulchri (2023/1).
- Elske Christiaens, Openbaar Kunstbezit (53), Pulchri (2023/1).
- Een standbeeld voor Rembrandt (1852), Openbaar Kunstbezit (55), Pulchri (2023/3).
- De Tekenles. Jan (Havickszoon) Steen, ca. 1665, Openbaar Kunstbezit (56), Pulchri (2023/4).
- Backer, Flinck en Bol, Openbaar Kunstbezit (57), Pulchri (2024/1).
- Johannes/Jan Gillisz van Vliet, Openbaar Kunstbezit (58), Pulchri (2024/2).
- Rembrandt, Het Joodse bruidje, Openbaar Kunstbezit (59), Pulchri (2024/3).
- Caspar Netscher, Bellenblazend jongetje, 1670, Openbaar Kunstbezit (60), Pulchri (2024/4).
- Albrecht Dürer, tekening van een jong meisje, 1515, Openbaar Kunstbezit (61), Pulchri (2025/1).
- Simon Koene, Een etser die weer ging tekenen en schilderen, Pulchri (2025/1).
- Een 'zelfportret' van Rembrandt (1629), Openbaar Kunstbezit (62), Pulchri (2025/2).

Overige publicaties
- De Tekenles. Een verhandeling over het Renaissancistisch tekenen, Rijksmuseum Amsterdam (1992).
- Met de angel van een wesp, Grafiek Nu 7, Biënnale van Nederlandse grafische kunst (inleiding catalogus) (1996).
- Han van Hagen en De Haagse Etsclub, in Han van Hagen etsen (pag. 116-121), Uitg. Art Revisited, Marum 2006.
- Oeuvrecatalogus, met alle overwegingen en motieven, Rijksmuseum Amsterdam (2008).
- Groeipijn, de geschiedenis van mijn jeugd. Proloog bij oeuvrecatalogus, Rijksmuseum Amsterdam (2009).
- Hendrik Wiegersma (1891-1969), een arts die schilder werd (2011).
- Groeipijn (2012) (autobiografie).
- Vijf tekeningen van Berlage, Simon en Josée Koene. Uitgave Sociëteit voor Culturele Samenwerking 2019.
- Over het nut van wandelen. Een beschouwing over wandelen in relatie tot kunst en wetenschap. Nieuwjaarslezing Sociëteit voor Culturele Samenwerking 2020.
- Charles Donker en De Haagse Etsclub in De etsen van Charles Donker, Uitg. Lecturis, Eindhoven (2020) ISBN 9789462263727.
- 1940-1945 Het verhaal van mijn vader. Een Haagse familie tijdens de oorlog door Josée Koene-de Gilde,  Redactie en publicatie: Josée Koene-de Gilde en Simon Koene (2022) ISBN 978-90-9035957-1.
- De Tekenles. Inleiding in de Tekenkunst, een verhandeling over kunsttheorie en kunstwaardering en de geschiedenis van de Haagse Academie (2023).